# Fuegos de octubre
«Fuegos de octubre» es una canción del grupo musical de Argentina Patricio Rey y sus Redonditos de Ricota, incluida originalmente como pista 1 del segundo álbum de estudio titulado Oktubre, del año 1986, también es conocida con el nombre de «Fuegos de oktubre» (haciendo referencia al nombre del disco en el que salió la canción). La canción comienza con explosiones.

## Video musical
Es el primer video musical de la banda, fue filmado en vivo en Palladium en 1986 en Super 8 mudo, combinado con imágenes de El acorazado Potemkin de 1925 de Serguéi Eisenstein. Fue dirigido por Mariano Mucci. El video se vio en programas de televisión como "220" de ATC en 1996.

## Letra
"...De regreso a octubre... Desde octubre
Sin un estandarte...
De mi parte...
Te prefiero igual...
Internacional..."
los versos se repiten una vez más durante la canción.